# Polokwane
Polokwane (anteriormente llamada Pietersburg) es una ciudad, municipalidad y la capital de la provincia de Limpopo en Sudáfrica. Es uno de los centros urbanos más grandes de Sudáfrica. También es conocido por su antiguo nombre, Pietersburg. Fue una de las sedes de la Copa Mundial de Fútbol de 2010.

## Historia
En la década de 1840, los voortrekkers bajo el liderazgo de Andries Potgieter fundaron Zoutpansbergdorp, un pueblo a 100 km al sureste. Ese asentamiento fue abandonado a causa de los enfrentamientos con las tribus locales. Fundaron un nuevo pueblo en 1886 y lo llamaron Pietersburg en honor al líder Voortrekker Petrus Jacobus Joubert. Los británicos construyeron aquí un campo de concentración durante la Segunda Guerra Anglo-Bóer para alojar casi 4000 mujeres y niños bóeres. El pueblo se convirtió en ciudad el 23 de abril de 1992 y el 11 de junio de 2003 cambió su nombre a Polokwane.

## Clima
A pesar de su ubicación en el trópico de Capricornio, el clima es espléndido porque la ciudad se encuentra en una meseta a trescientos metros sobre el nivel del mar. Las temperaturas promedio alcanzan una máxima de 27 °C en verano y de 20 °C en invierno permitiendo la vida al aire libre durante todo el año.
El excelente clima hace de Polokwane un lugar ideal para vivir y también promueve los deportes y la recreación. Las lluvias en verano varían entre 400 - 600 mm por año.
| Parámetros climáticos promedio de Polokwane (1961−1990) | Parámetros climáticos promedio de Polokwane (1961−1990) | Parámetros climáticos promedio de Polokwane (1961−1990) | Parámetros climáticos promedio de Polokwane (1961−1990) | Parámetros climáticos promedio de Polokwane (1961−1990) | Parámetros climáticos promedio de Polokwane (1961−1990) | Parámetros climáticos promedio de Polokwane (1961−1990) | Parámetros climáticos promedio de Polokwane (1961−1990) | Parámetros climáticos promedio de Polokwane (1961−1990) | Parámetros climáticos promedio de Polokwane (1961−1990) | Parámetros climáticos promedio de Polokwane (1961−1990) | Parámetros climáticos promedio de Polokwane (1961−1990) | Parámetros climáticos promedio de Polokwane (1961−1990) | Parámetros climáticos promedio de Polokwane (1961−1990) |
| Mes                                                     | Ene.                                                    | Feb.                                                    | Mar.                                                    | Abr.                                                    | May.                                                    | Jun.                                                    | Jul.                                                    | Ago.                                                    | Sep.                                                    | Oct.                                                    | Nov.                                                    | Dic.                                                    | Anual                                                   |
| ------------------------------------------------------- | ------------------------------------------------------- | ------------------------------------------------------- | ------------------------------------------------------- | ------------------------------------------------------- | ------------------------------------------------------- | ------------------------------------------------------- | ------------------------------------------------------- | ------------------------------------------------------- | ------------------------------------------------------- | ------------------------------------------------------- | ------------------------------------------------------- | ------------------------------------------------------- | ------------------------------------------------------- |
| Temp. máx. abs. (°C)                                    | 36.4                                                    | 36.0                                                    | 33.9                                                    | 33.7                                                    | 31.6                                                    | 26.8                                                    | 27.1                                                    | 32.0                                                    | 34.0                                                    | 36.8                                                    | 36.2                                                    | 35.0                                                    | 36.8                                                    |
| Temp. máx. media (°C)                                   | 28.1                                                    | 27.6                                                    | 26.6                                                    | 24.4                                                    | 22.4                                                    | 19.6                                                    | 19.9                                                    | 22.1                                                    | 25.2                                                    | 26.1                                                    | 26.5                                                    | 27.4                                                    | 24.7                                                    |
| Temp. media (°C)                                        | 22.0                                                    | 21.3                                                    | 20.7                                                    | 17.8                                                    | 14.7                                                    | 11.7                                                    | 11.8                                                    | 14.1                                                    | 17.5                                                    | 19.3                                                    | 20.3                                                    | 21.3                                                    | 17.7                                                    |
| Temp. mín. media (°C)                                   | 17.1                                                    | 16.7                                                    | 15.3                                                    | 12.2                                                    | 7.9                                                     | 4.7                                                     | 4.4                                                     | 6.7                                                     | 10.4                                                    | 13.3                                                    | 15.2                                                    | 16.4                                                    | 11.7                                                    |
| Temp. mín. abs. (°C)                                    | 10.2                                                    | 10.6                                                    | 8.1                                                     | 3.6                                                     | 1.4                                                     | -3.5                                                    | -1.4                                                    | -1.0                                                    | 0.2                                                     | 5.4                                                     | 6.9                                                     | 8.8                                                     | -3.5                                                    |
| Precipitación total (mm)                                | 82                                                      | 60                                                      | 52                                                      | 33                                                      | 11                                                      | 5                                                       | 3                                                       | 6                                                       | 17                                                      | 43                                                      | 85                                                      | 81                                                      | 478                                                     |
| Días de precipitaciones (≥ 1.0 mm)                      | 7                                                       | 6                                                       | 5                                                       | 4                                                       | 2                                                       | 1                                                       | 0                                                       | 1                                                       | 1                                                       | 5                                                       | 8                                                       | 7                                                       | 47                                                      |
| Horas de sol                                            | 253.2                                                   | 220.8                                                   | 241.4                                                   | 232.0                                                   | 271.0                                                   | 261.1                                                   | 279.1                                                   | 281.3                                                   | 276.6                                                   | 264.7                                                   | 235.3                                                   | 254.0                                                   | 3070.5                                                  |
| Humedad relativa (%)                                    | 69                                                      | 70                                                      | 71                                                      | 69                                                      | 64                                                      | 61                                                      | 58                                                      | 56                                                      | 55                                                      | 61                                                      | 66                                                      | 69                                                      | 64                                                      |
| Fuente n.º 1: NOAA                                      |                                                         |                                                         |                                                         |                                                         |                                                         |                                                         |                                                         |                                                         |                                                         |                                                         |                                                         |                                                         |                                                         |
| Fuente n.º 2: South African Weather Service             |                                                         |                                                         |                                                         |                                                         |                                                         |                                                         |                                                         |                                                         |                                                         |                                                         |                                                         |                                                         |                                                         |

## Municipio local de Polokwane
El área del Municipio local de Polokwane alcanza el 3% de la superficie total de la Provincia de Limpopo y cerca de un 10% de la población de Limpopo reside en el área Municipal. Siendo de hecho el centro económico de Limpopo, Polokwane pose la mayor densidad de población del Distrito Municipal de Capricorn. La mayoría de la población de Polokwane es rural. Ello muestra que el mayor sector de la comunidad dentro del municipio reside en las aldeas tribales rurales seguido por los asentamientos urbanos.

## Turismo
Esta zona es considerada como un lugar de "mitos y leyendas". Existen numerosas oportunidades de observación, haciendo de Polokwane un popular destino para el ecoturismo en el sur de África. Limpopo está dividida en cuatro regiones de turismo, representando cada una un microcosmos de las variadas e interesantes culturas en la zona.
Otras atracciones son:
- El museo al aire libre Sotho Bakone Malapa Northern, que describe el estilo de vida tradicional y moderno de este pueblo.
- La Polokwane Game Reserve, que tiene más de 21 especies y ofrece caminatas escénicas.
- El Savannah Centre, un moderno centro de compras.

El estadio Peter Mokaba, con capacidad para 45.264 espectadores, fue utilizado en la Copa Mundial de Fútbol de 2010 y en el Campeonato Africano de Naciones de 2014.

## Ciudades hermanas
Polokwane está hermanada con las siguientes ciudades: 
- Reggio Emilia (Italia)
- Bulawayo (Zimbabue)

## Personas notables
Julius Malema, un político sudafricano, es de Polokwane.